# Криве (Житомирський район)
Криве́ — село в Україні, у Житомирському районі Житомирської області. Населення становить 630 осіб.

## Географія
Географічні координати: 50°4' пн. ш. 29°27' сх. д. Часовий пояс — UTC+2. Загальна площа села — 3,2 км².
Село розташоване у південно-східній частині Житомирщини. Відстань до районного центру, смт Попільня, становить 18 км. Через Криве протікає річка Крив'янка (права притока річки Ірпінь). Найближча залізнична станція — Липняк, розташована на східній околиці села. Неподалік від села пролягає автошлях Т 0611.

## Історія
Історична дата утворення — 1618 рік.
Під час Другої світової війни участь у бойових діях брало 300 жителів села, з них 155 — загинуло, 138 — нагороджені орденами і медалями.
До 2016 року орган місцевого самоврядування — Кривенська сільська рада.

## Архітектура

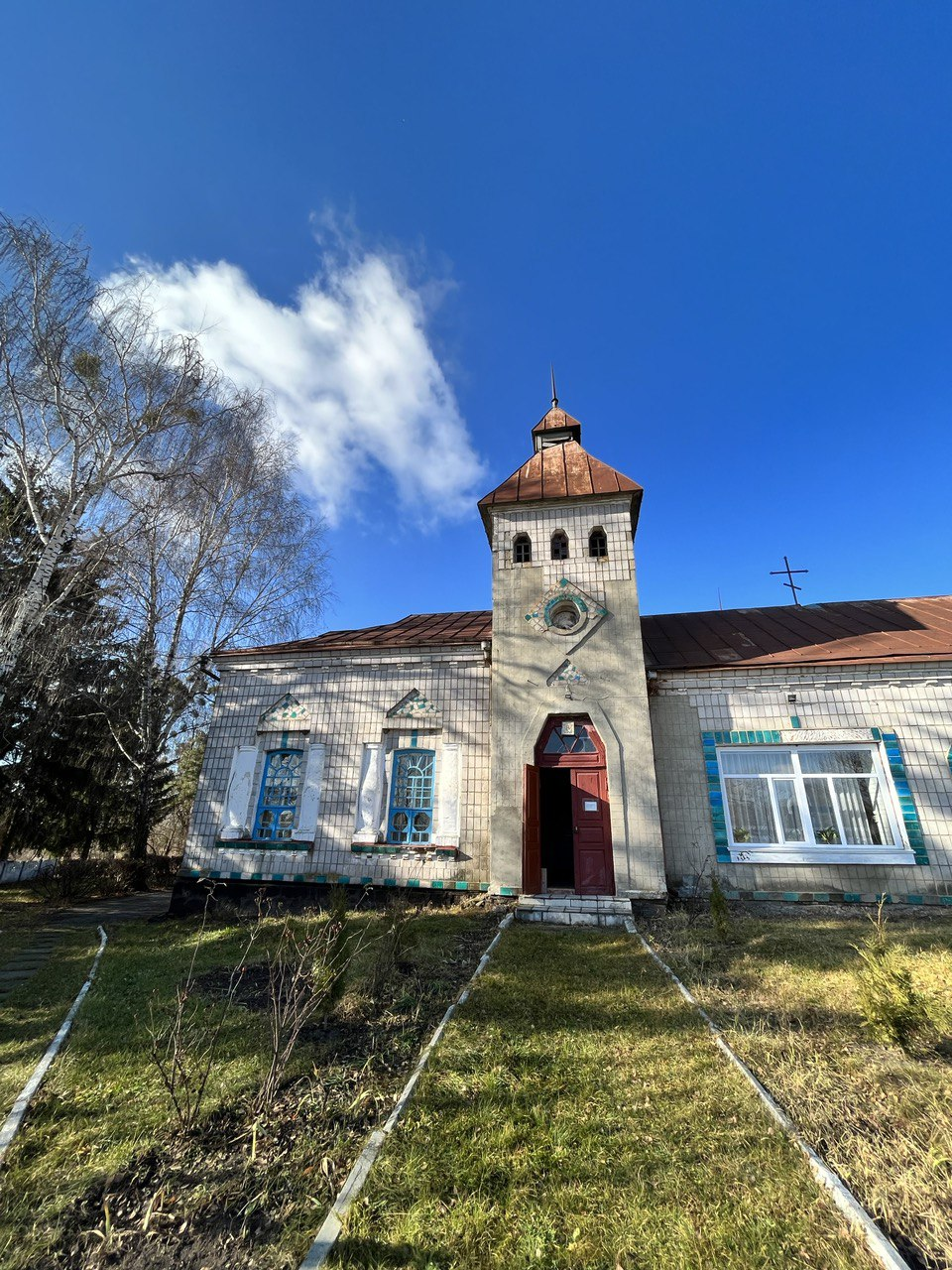
Народний дім

В селі є споруда народного дому в стилі українського модерну, який був збудований у 1924—1929 роках сільською кооперативною спілкою за проєктом архітектора Миколи Даміловського. Будинок берігає риси, притаманні будинку Юркевича на вулиці Паньківська, 8. Також у селі є маєток Юркевича.

## Населення
За даними перепису 2001 року населення села становило 630 осіб, з них 97,94 % зазначили рідною українську мову, 1,9 % — російську, а 0,16 % — білоруську.

## Відомі люди
- Дворко Генріх Федорович (1931—2012) — український вчений-хімік, громадський діяч, публіцист, шістдесятник.
- Кисіль Олександр Григорович (1889—1937 або 1942) — театральний діяч та театрознавець. В 1920—1922 роках вчителював у селі Кривому, створив театральний гурток, був режисером і актором.
- Магомет Йосип Якович (1880—1973) — український вчений-селекціонер, лауреат Сталінської премії (1948). Працював садівником у маєтку Йосипа Юркевича в с. Криве (1904—1912).
- Троц Петро Іванович (нар. 14 травня 1928) — український радянський діяч, директор шахти імені Рум'янцева комбінату «Артемвугілля» Донецької області. Депутат Верховної Ради УРСР 9-го скликання.
- Юркевич Йосип В'ячеславович (1855—1910) — український громадський діяч, лікар.
- Юркевич Лев Йосипович (1883—1919) — український соціал-демократичний діяч і письменник.

## Зображення

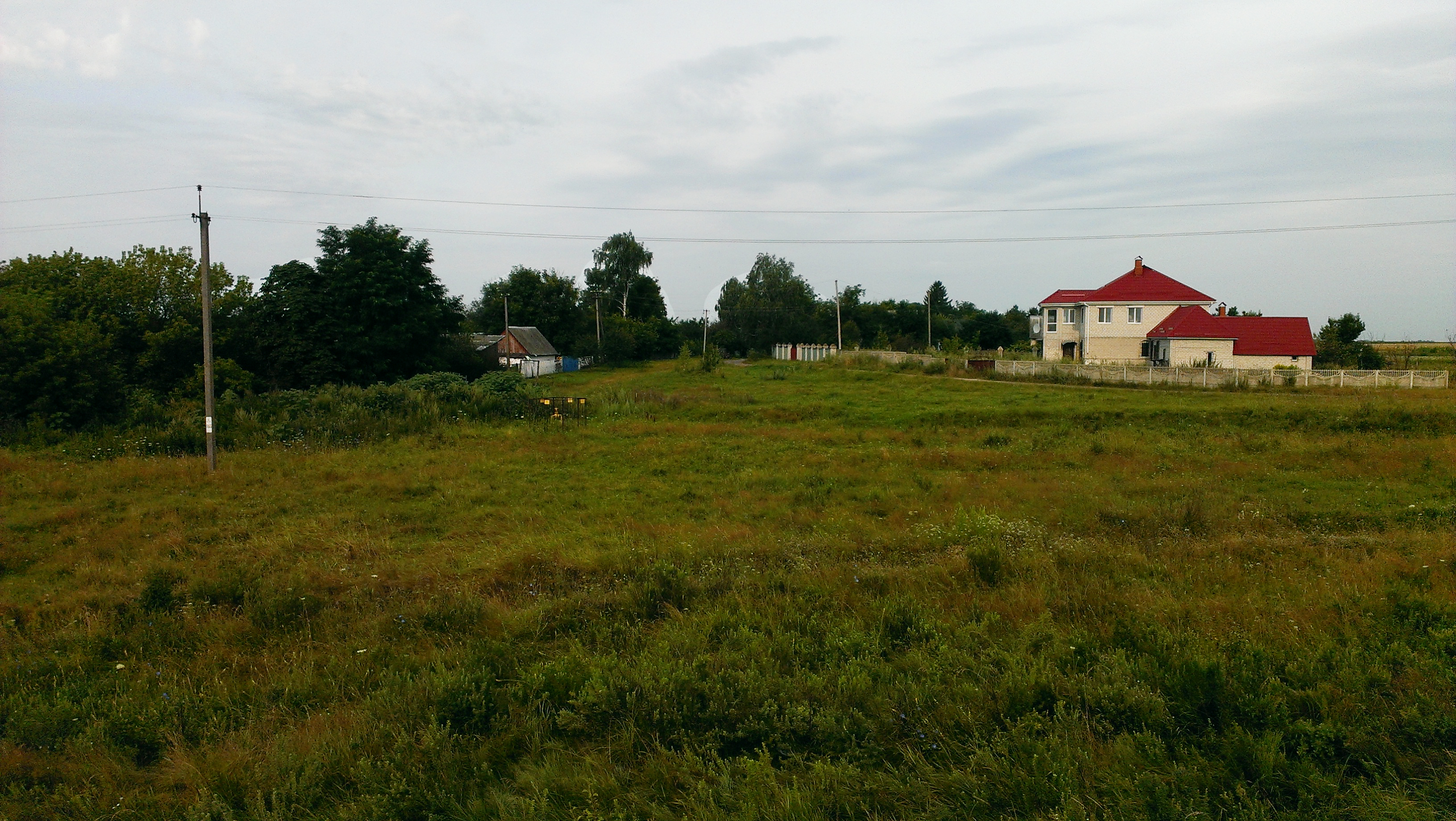
Околиця села
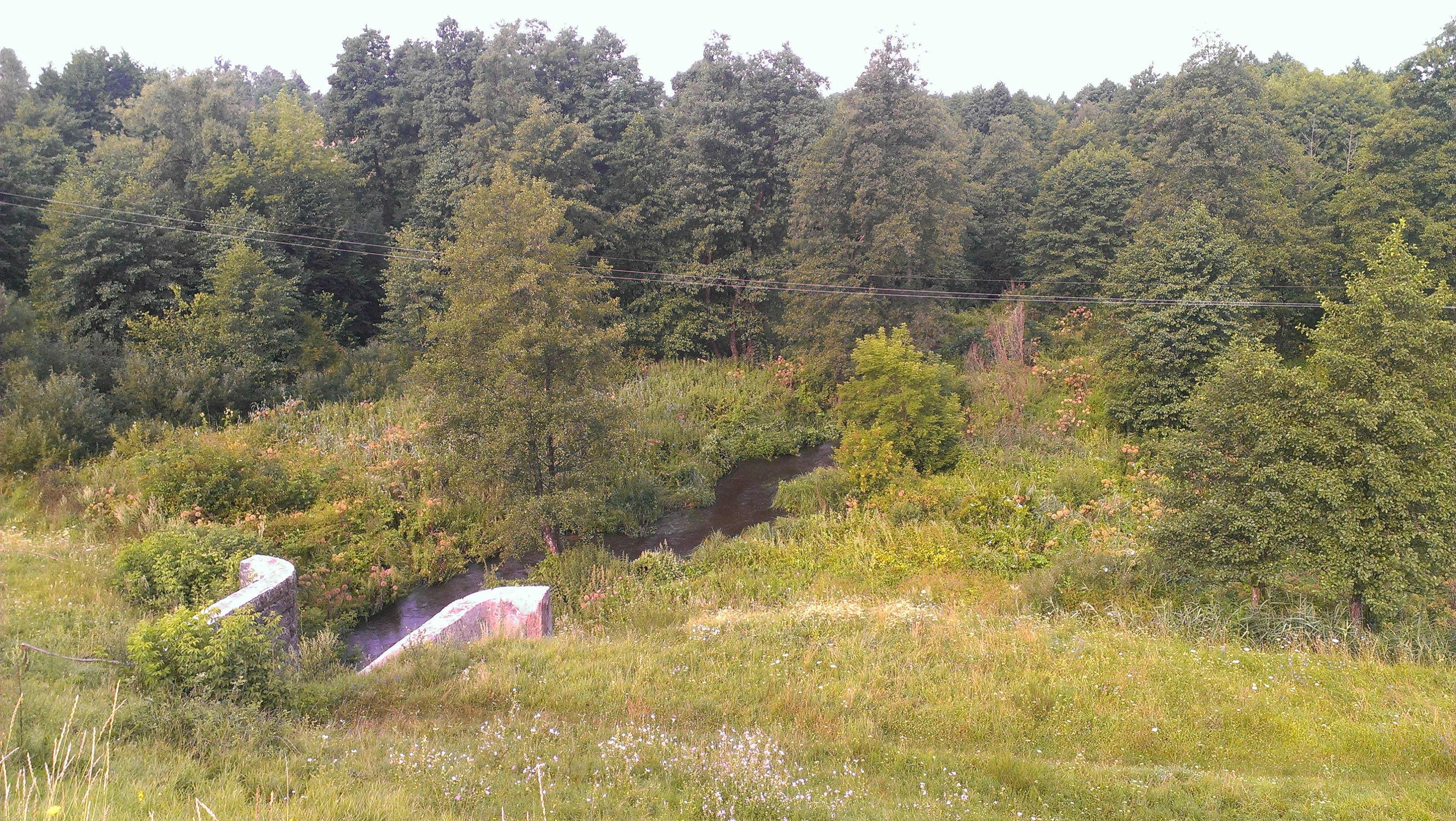
Річка Крив'янка